# I Will Survive
I Will Survive è un singolo disco della cantante statunitense Gloria Gaynor nel 1978, apparso originariamente come B-side del brano Substitute, nonché uno dei simboli del genere della disco music.
Il singolo fu un notevole successo mondiale, vendendo oltre 14 milioni di copie nel mondo, diventando uno dei singoli più venduti di tutti i tempi.

## Descrizione
Il testo della canzone, scritto da Freddie Perren e Dino Fekaris, descrive in prima persona l'esperienza del narratore, che trova una nuova forza interiore dopo essersi ripreso da una rottura col partner, da cui era stato abbandonato, respingendolo al suo ritorno. La canzone è stata spesso usata sia come un inno dell'empowerment (lett. "potenziamento", cioè presa di coscienza e assunzione di responsabilità) femminile, sia come inno gay. La Gaynor stessa è diventata, in seguito alla pubblicazione del brano, un'icona gay.
I Will Survive diventò il più grande successo della Gaynor, ricevendo un enorme airplay nel 1979, tanto che giunse alla vetta della classifica statunitense di Billboard; è un classico della discomusic ancora molto in voga nelle discoteche e nelle radio.
Gloria Gaynor per questa canzone ricevette il Grammy Award per la Miglior Canzone Disco nel 1980, unico anno in cui fu assegnato quel premio.
La canzone occupa la posizione 489 nella lista dei 500 migliori brani musicali secondo Rolling Stone, la celebre rivista musicale statunitense.

## Classifiche

### Classifiche settimanali
| Classifica (1978/79)             | Posizione massima |
| -------------------------------- | ----------------- |
| Australia                        | 5                 |
| Austria                          | 17                |
| Belgio (Fiandre)                 | 7                 |
| Canada                           | 3                 |
| Francia                          | 2                 |
| Germania                         | 7                 |
| Irlanda                          | 1                 |
| Italia                           | 8                 |
| Norvegia                         | 4                 |
| Nuova Zelanda                    | 10                |
| Paesi Bassi                      | 5                 |
| Regno Unito                      | 1                 |
| Spagna                           | 5                 |
| Stati Uniti                      | 1                 |
| Stati Uniti (adult contemporary) | 9                 |
| Stati Uniti (dance club)         | 1                 |
| Stati Uniti (R&B)                | 4                 |
| Sudafrica                        | 2                 |
| Svezia                           | 3                 |
| Svizzera                         | 7                 |

### Classifiche di fine anno
| Classifica (1979) | Posizione |
| ----------------- | --------- |
| Australia         | 25        |
| Canada            | 20        |
| Francia           | 30        |
| Germania          | 47        |
| Italia            | 28        |
| Regno Unito       | 6         |
| Stati Uniti       | 6         |
| Sudafrica         | 16        |

### Classifiche di fine decennio
| Classifica (1970-79) | Posizione |
| -------------------- | --------- |
| Stati Uniti          | 20        |

## Utilizzo nei media
- La canzone è stata utilizzato nel film Le riserve (The Replacements) e, proprio per il suo legame con la comunità gay, nel film Priscilla, la regina del deserto (The Adventures of Priscilla, Queen of the Desert). Il brano appare anche in 3ciento - Chi l'ha duro... la vince e in Baci e abbracci del regista Paolo Virzì. Nel 2014 il brano è stato inserito anche nella colonna sonora del film Non buttiamoci giù. Nel 2015 viene inserita nella soundtrack ufficiale del film Sopravvissuto - The Martian di Ridley Scott.
- Una parte della canzone viene invece cantata "a cappella" in Men in Black II, mentre nel film Man on the Moon è presente una interpretazione del cantante Tony Clifton.
- È inserita nel episodio 17 della terza stagione della serie tv Ally McBeal dove il brano è cantato dalla stessa Gaynor che partecipa come guest star.
- È stata usata nel film In & Out come parte di una ipotetica prova di eterosessualità: il protagonista (interpretato da Kevin Kline) deve ascoltare la canzone senza ballare perché gli è stato detto che "i veri uomini non ballano".
- È stata usata nel fim L'arca di Noè mentre la pantera nera Giobella cantava la canzone nell'arca per incoraggiare gli animali.

## Cover e tributi
Numerosissime sono le cover e tributi fatti da svariati artisti: fra i più famosi vi sono quello dei Pet Shop Boys nel loro Discovery Tour del 1995, la cover della rock band Cake nel 1996, ed ha costituito, nel 2000, le basi per Supreme, singolo di Robbie Williams. La cover dei Cake è stata utilizzata nel primo film di Paolo Sorrentino, L'uomo in più del 2001, ed è la canzone simbolo nel film del 2003 Liberi di Gianluca Maria Tavarelli, in cui il protagonista, interpretato da Elio Germano, la cita e la riproduce più volte durante i suoi viaggi in auto. Nel 1981 la cantante indiana Usha Uthup ha inciso una cover di questa canzone in lingua HIndi, Lelo dil mera inclusa nell'album 24 Carats. 
Del 2003 è la versione Yo viviré di Celia Cruz.
Una cover della canzone è anche presente nell'album del 2006 delle Puppini Sisters Betcha Bottom Dollar. Molte righe della canzone sono cantate, sebbene con un tono abbastanza differente, nella canzone dei They Might Be Giants The Biggest One.
In Italia, nel 1993, una cover del brano è inserita nella compilation Non è la Rai sTREnna cantata da Stefania Del Prete (RTI Music)  e interpretata nella trasmissione Non è la Rai da Miriana Trevisan.
In Francia, nel 1998, la canzone diviene l'inno simbolo, a furor di popolo, durante il primo storico trionfo della nazionale ai mondiali di calcio. Il messaggio di tenacia e forza d'animo espresso da "I will survive" veicola pienamente il sentimento sportivo della vittoria. Il brano è riproposto dai media nel 2018, in occasione del secondo titolo, ma con molto meno seguito.
Nel 2011, la Gaynor lo interpreta a I migliori anni di Carlo Conti. Nello stesso anno il cast del famoso telefilm Glee ha pubblicato una cover della canzone in medley con il singolo delle Destiny's Child Survivor. La cover ha debuttato alla no.51 della Billboard Hot 100.
Una cover del brano cantata da Jemaine Clement e da Kristin Chenoweth è presente nella colonna sonora del film Rio 2.
I will survive viene cantato dall'attrice francese Emilie Dequenne nel film del 2014 Pas son genre (Sarà il mio tipo?)
Nel 2014 la canzone viene utilizzata in una campagna di sensibilizzazione contro il bullismo e rivisitata in chiave punk rock nell'album Are We Not Men? We Are Diva! della cover band statunitense Me First and the Gimme Gimmes. Inoltre nel 2014 
Aretha Franklin ne ha inciso una cover di genere soul nel suo disco Aretha Sings The Great Diva Classics.
Nel 2015 è stata inserita all'inizio dei titoli di coda per il film Sopravvissuto - The Martian.
Nel 2016 la cantante Demi Lovato ne ha fatto una cover utilizzata all'inizio dei titoli di coda del film Angry Birds - Il film.
Nel 2018 viene cantata da Tom Ellis e Skye Townsend nel diciassettesimo episodio della terza stagione di "Lucifer".
Nel 2023 la cantante Madonna (cantante) include una versione acustica del brano nella scaletta del suo The Celebration Tour.
Il brano è usato dal duo Igudesman & Joo come sigla finale dei loro concerti, rivisitato in chiave classico/ironica, con numerose interpolazioni di brani di musica classica o moderna.